# Langlaufen op de Olympische Winterspelen 1988
Langlaufen is een van de sporten die beoefend werden tijdens de Olympische Winterspelen 1988 in Calgary.
De wedstrijden werden gehouden in het Canmore Nordic Centre.

## Mannen

### 15 kilometer klassieke stijl
| Rang   | Sporter(s)              | Land | Tijd    |
| ------ | ----------------------- | ---- | ------- |
| Goud   | Michail Devjatjarov     | URS  | 41:18.9 |
| Zilver | Pål Gunnar Mikkelsplass | NOR  | 41:33.4 |
| Brons  | Vladimir Smirnov        | URS  | 41:48.5 |
| 4      | Oddvar Brå              | NOR  | 42:17.3 |
| 5      | Uwe Bellmann            | GDR  | 42:17.8 |
| 6      | Maurilio De Zolt        | ITA  | 42:31.2 |
| 7      | Vegard Ulvang           | NOR  | 42:31.5 |
| 8      | Harri Kirvesniemi       | FIN  | 42:42.8 |

### 30 kilometer klassieke stijl
| Rang   | Sporter(s)              | Land | Tijd      |
| ------ | ----------------------- | ---- | --------- |
| Goud   | Aleksej Prokoerorov     | URS  | 1:24:26.3 |
| Zilver | Vladimir Smirnov        | URS  | 1:24:35.1 |
| Brons  | Vegard Ulvang           | NOR  | 1:25:11.6 |
| 4      | Michail Devjatjarov     | URS  | 1:25:31.3 |
| 5      | Giorgio Vanzetta        | ITA  | 1:25:37.2 |
| 6      | Pål Gunnar Mikkelsplass | NOR  | 1:25:44.6 |
| 7      | Gianfranco Polvara      | ITA  | 1:26:02.7 |
| 8      | Marco Albarello         | ITA  | 1:26:09.1 |

### 50 kilometer vrije stijl
| Rang   | Sporter(s)        | Land | Tijd      |
| ------ | ----------------- | ---- | --------- |
| Goud   | Gunde Svan        | SWE  | 2:04:30.9 |
| Zilver | Maurilio De Zolt  | ITA  | 2:05:36.4 |
| Brons  | Andy Grünenfelder | SUI  | 2:06:01.9 |
| 4      | Vegard Ulvang     | NOR  | 2:06:32.3 |
| 5      | Holger Bauroth    | GDR  | 2:07:02.4 |
| 6      | Jan Ottosson      | SWE  | 2:07:34.8 |
| 7      | Kari Ristanen     | FIN  | 2:08:08.1 |
| 8      | Uwe Bellmann      | GDR  | 2:08:18.6 |

### 4 x 10 kilometer estafette vrije stijl
| Rang   | Sporter(s)                                                                | Land | Tijd      |
| ------ | ------------------------------------------------------------------------- | ---- | --------- |
| Goud   | Jan Ottosson Thomas Wassberg Gunde Svan Torgny Mogren                     | SWE  | 1:43:58.6 |
| Zilver | Vladimir Smirnov Vladimir Sachnov Michail Devjatjarov Aleksej Prokoerorov | URS  | 1:44:11.3 |
| Brons  | Radim Nyč Václav Korunka Pavel Benč Ladislav Švanda                       | TCH  | 1:45:22.7 |
| 4      | Andy Grünenfelder Jürg Capol Giachem Guidon Jeremias Wigger               | SUI  | 1:46:16.3 |
| 5      | Silviano Barco Albert Walder Giorgio Vanzetta Maurilio De Zolt            | ITA  | 1:46:16.7 |
| 6      | Pål Gunnar Mikkelsplass Oddvar Brå Vegard Ulvang Terje Langli             | NOR  | 1:46:48.7 |
| 7      | Walter Kuß Georg Fischer Jochen Behle Herbert Fritzenwenger               | FRG  | 1:48:05.0 |
| 8      | Jari Laukkanen Harri Kirvesniemi Jari Räsänen Kari Ristanen               | FIN  | 1:48:24.0 |

## Vrouwen

### 5 kilometer klassieke stijl
| Rang   | Sporter(s)              | Land | Tijd    |
| ------ | ----------------------- | ---- | ------- |
| Goud   | Marjo Matikainen        | FIN  | 15:04.0 |
| Zilver | Tamara Tichonova        | URS  | 15:05.3 |
| Brons  | Vida Vencienė           | URS  | 15:11.1 |
| 4      | Anne Jahren             | NOR  | 15:12.6 |
| 5      | Marja-Liisa Kirvesniemi | FIN  | 15:16.7 |
| 6      | Inger Helene Nybråten   | NOR  | 15:17.7 |
| 7      | Marie-Helene Westin     | SWE  | 15:28.9 |
| 8      | Svetlana Nagejkina      | URS  | 15:29.9 |

### 10 kilometer klassieke stijl
| Rang   | Sporter(s)            | Land | Tijd    |
| ------ | --------------------- | ---- | ------- |
| Goud   | Vida Vencienė         | URS  | 30:08.3 |
| Zilver | Raisa Smetanina       | URS  | 30:17.0 |
| Brons  | Marjo Matikainen      | FIN  | 30:20.5 |
| 4      | Svetlana Nagejkina    | URS  | 30:26.5 |
| 5      | Tamara Tichonova      | URS  | 30:38.9 |
| 6      | Inger Helene Nybråten | NOR  | 30:51.7 |
| 7      | Pirkko Määttä         | FIN  | 30:52.4 |
| 8      | Marie-Helene Westin   | SWE  | 30:53.5 |

### 20 kilometer vrije stijl
| Rang   | Sporter(s)              | Land | Tijd    |
| ------ | ----------------------- | ---- | ------- |
| Goud   | Tamara Tichonova        | URS  | 55:53.6 |
| Zilver | Anfisa Restzova         | URS  | 56:12.8 |
| Brons  | Raisa Smetanina         | URS  | 57:22.1 |
| 4      | Christina Gilli-Brügger | SUI  | 57:37.4 |
| 5      | Simone Opitz            | GDR  | 57:54.3 |
| 6      | Manuela Di Centa        | ITA  | 57:55.2 |
| 7      | Kerstin Moring          | GDR  | 58:17.2 |
| 8      | Marianne Dahlmo         | NOR  | 58:31.1 |

### 4 x 5 kilometer estafette vrije stijl
| Rang   | Sporter(s)                                                              | Land | Tijd      |
| ------ | ----------------------------------------------------------------------- | ---- | --------- |
| Goud   | Svetlana Nagejkina Nina Gavriljoek Tamara Tichonova Anfisa Restzova     | URS  | 59:51.1   |
| Zilver | Trude Dybendahl Marit Wold Anne Jahren Marianne Dahlmo                  | NOR  | 1:01:33.0 |
| Brons  | Pirkko Määttä Marja-Liisa Kirvesniemi Marjo Matikainen Jaana Savolainen | FIN  | 1:01:53.8 |
| 4      | Karin Thomas Sandra Parpan Evi Kratzer Christina Gilli-Brügger          | SUI  | 1:01:59.4 |
| 5      | Kerstin Moring Simone Opitz Silke Braun Simone-Greiner-Petter           | GDR  | 1:02:19.9 |
| 6      | Lis Frost Anna-Lena Fritzon Karin Lamberg-Skoog Marie-Helene Westin     | SWE  | 1:02:24.9 |
| 7      | Lubomira Balazovà Veira Klimková Ivana Radlová Alżběta Havrančiková     | TCH  | 1:03:37.1 |
| 8      | Dorcas Denhartog Leslie Thompson Nancy Fiddler Leslie Krichko           | USA  | 1:04:08.8 |

## Medaillespiegel
| Rang   | land              | Goud | Zilver | Brons | Totaal |
| ------ | ----------------- | ---- | ------ | ----- | ------ |
| 1      | Sovjet-Unie       | 5    | 5      | 3     | 13     |
| 2      | Zweden            | 2    | 0      | 0     | 2      |
| 3      | Finland           | 1    | 0      | 2     | 3      |
| 4      | Noorwegen         | 0    | 2      | 1     | 3      |
| 5      | Italië            | 0    | 1      | 0     | 1      |
| 6      | Tsjecho-Slowakije | 0    | 0      | 1     | 1      |
| 6      | Zwitserland       | 0    | 0      | 1     | 1      |
| Totaal | Totaal            | 8    | 8      | 8     | 24     |